# Triploblastico
Si definisce triploblastico ogni animale il cui sviluppo embrionale comporta la formazione di tre foglietti embrionali: endoderma, mesoderma ed ectoderma.
Inoltre, il termine può essere riferito ad ogni ovulo in cui il blastoderma si suddivide in tre livelli. 
Negli animali superiori e in quelli intermedi, tutti gli organismi si formano a partire da un ovulo triploblastico. 
Gli organismi triploblastici sono quegli organismi che evolvono da un tale tipo di ovulo.